# ゲレ
ゲレ(Guéret、オック語では Garait)はフランスの中央部、ヌーヴェル＝アキテーヌ地域圏のコミューンで、クルーズ県の県庁所在地である。

## ギャラリー

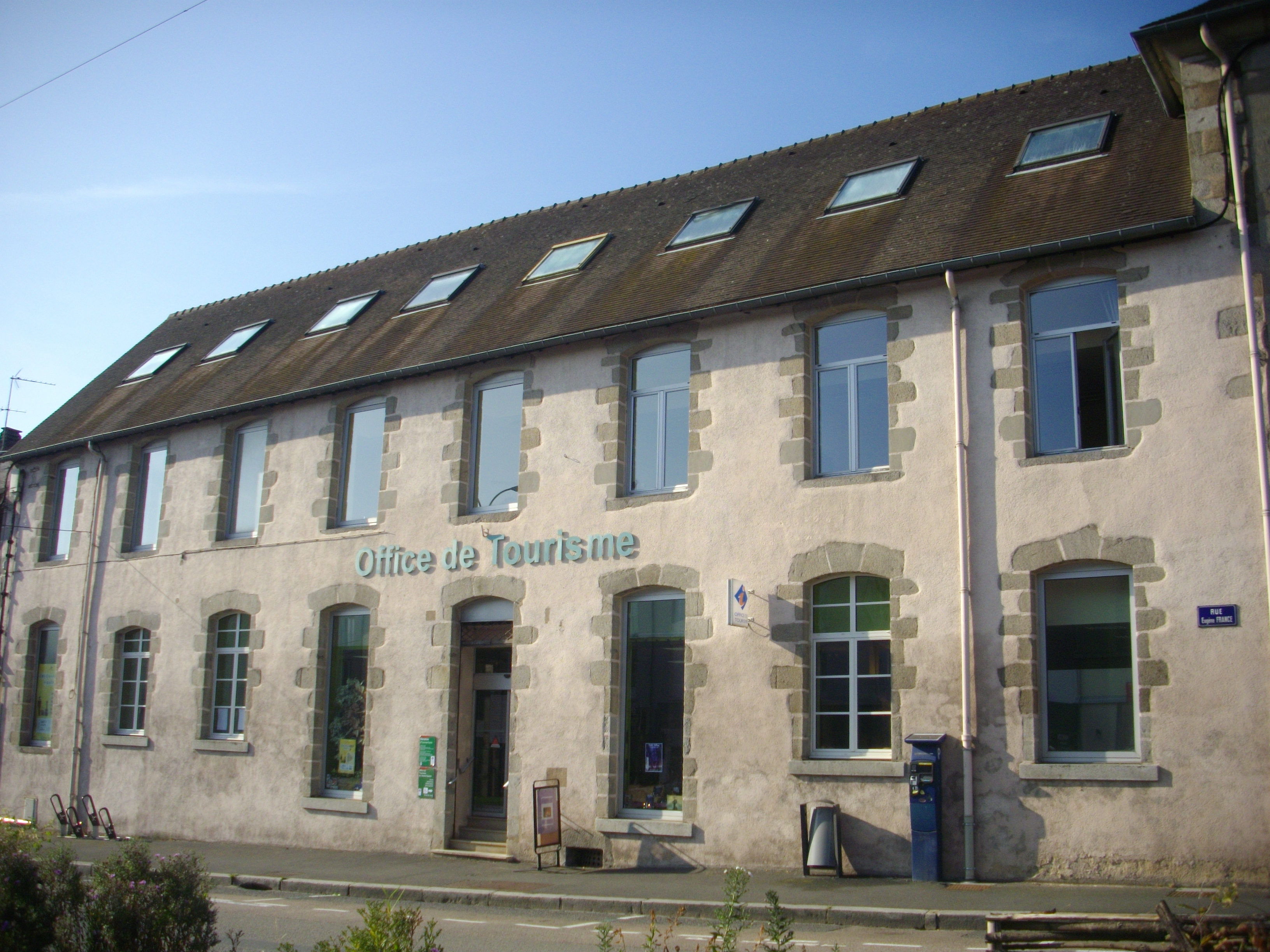
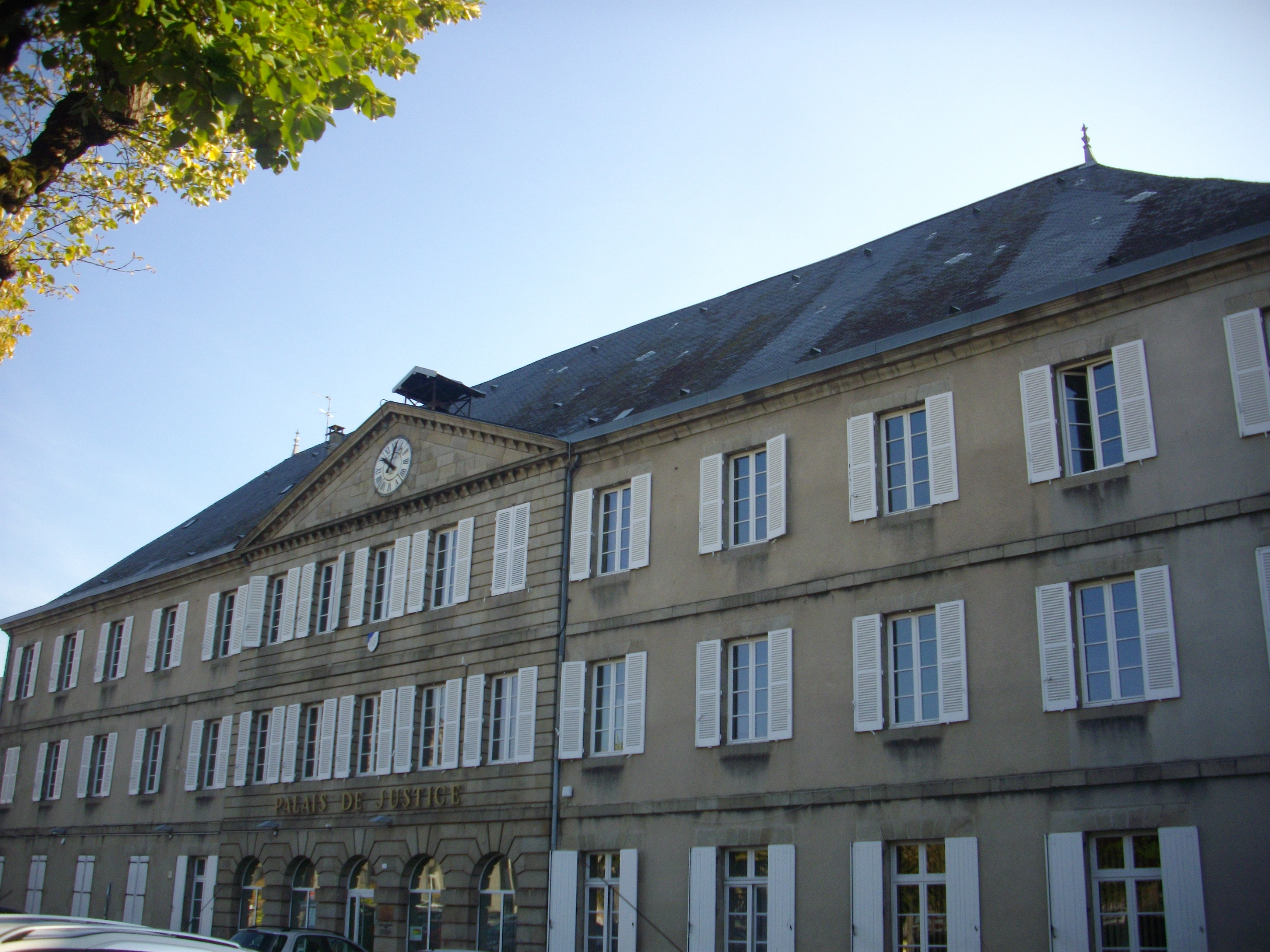
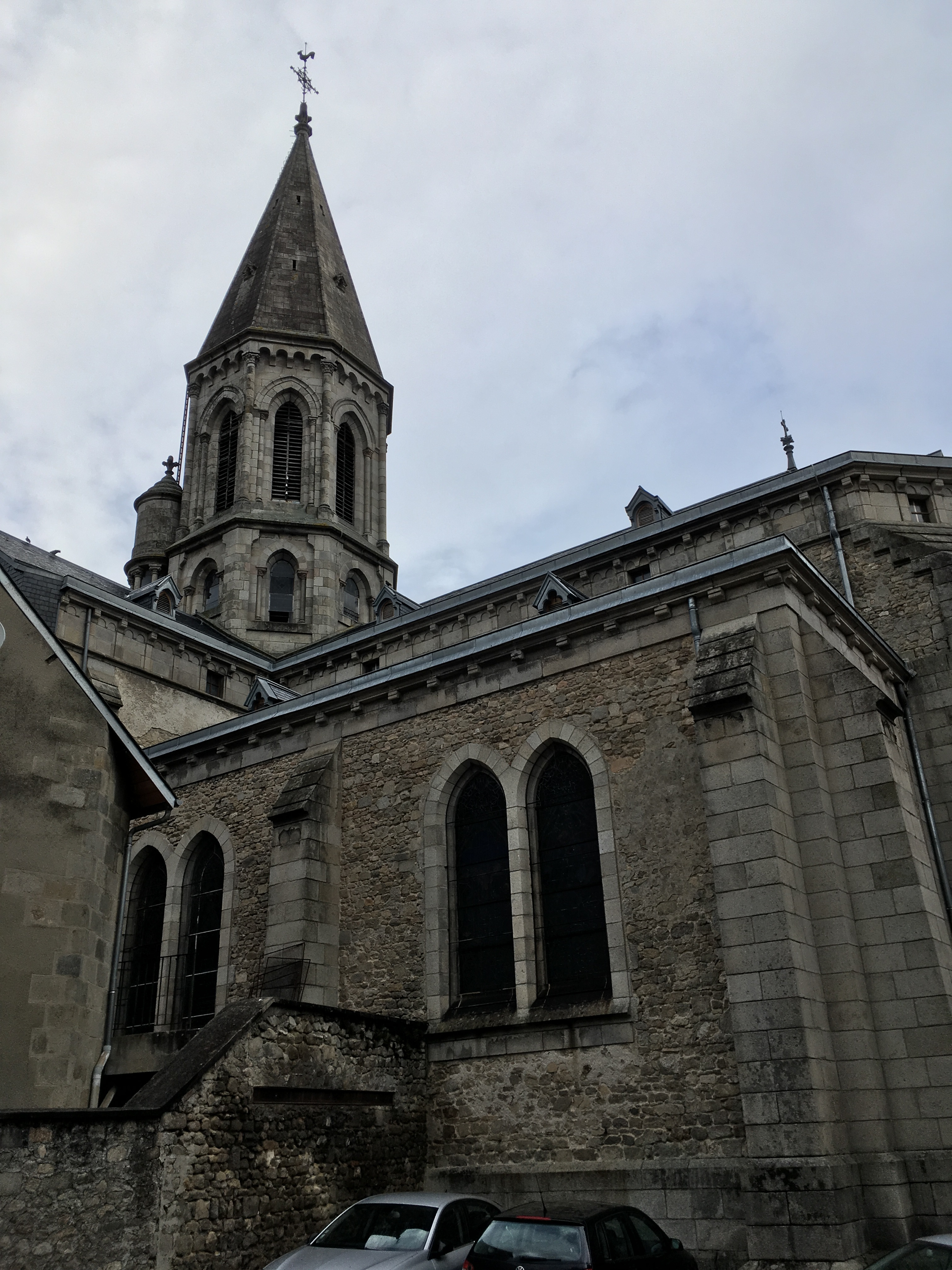
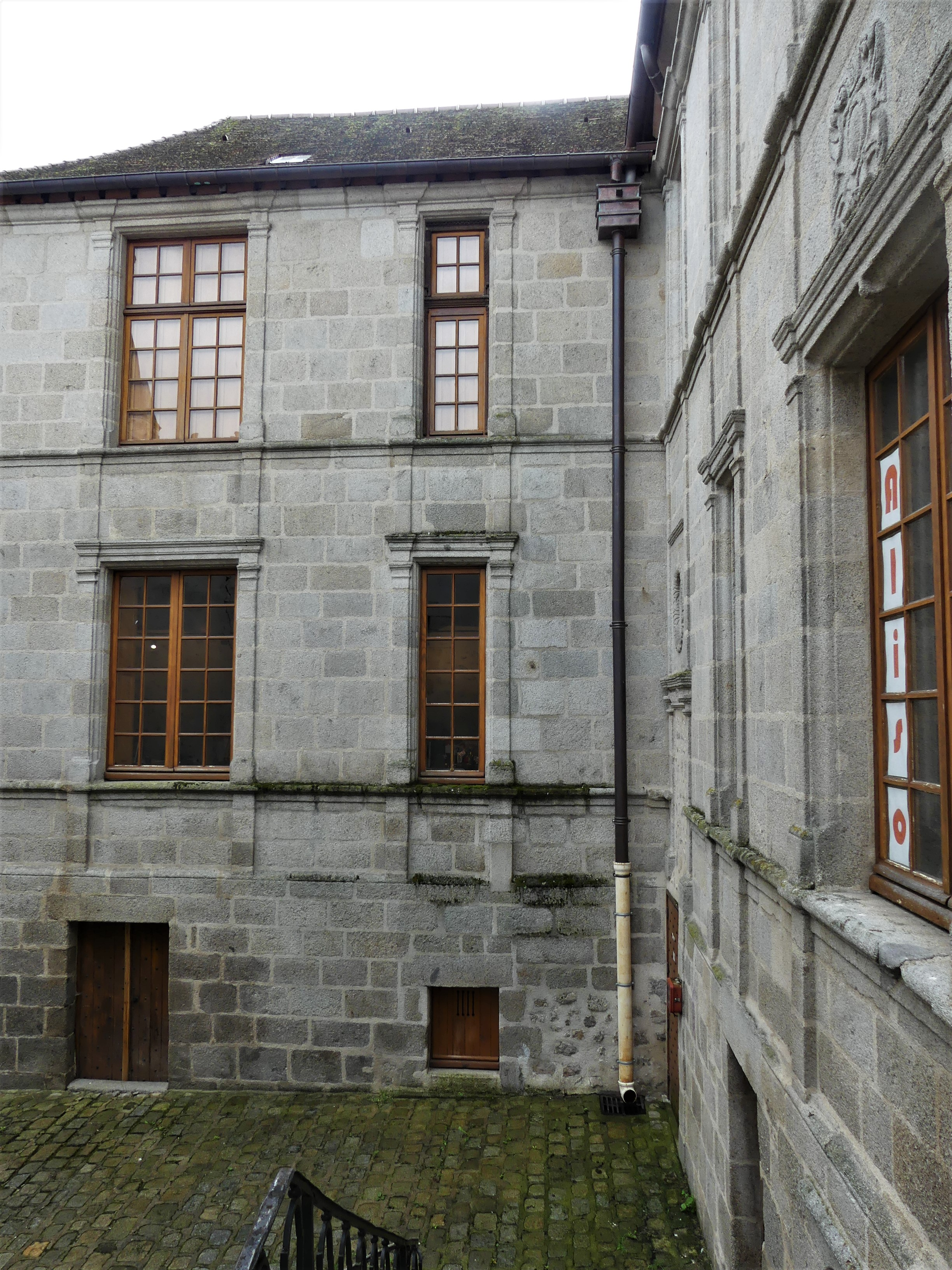
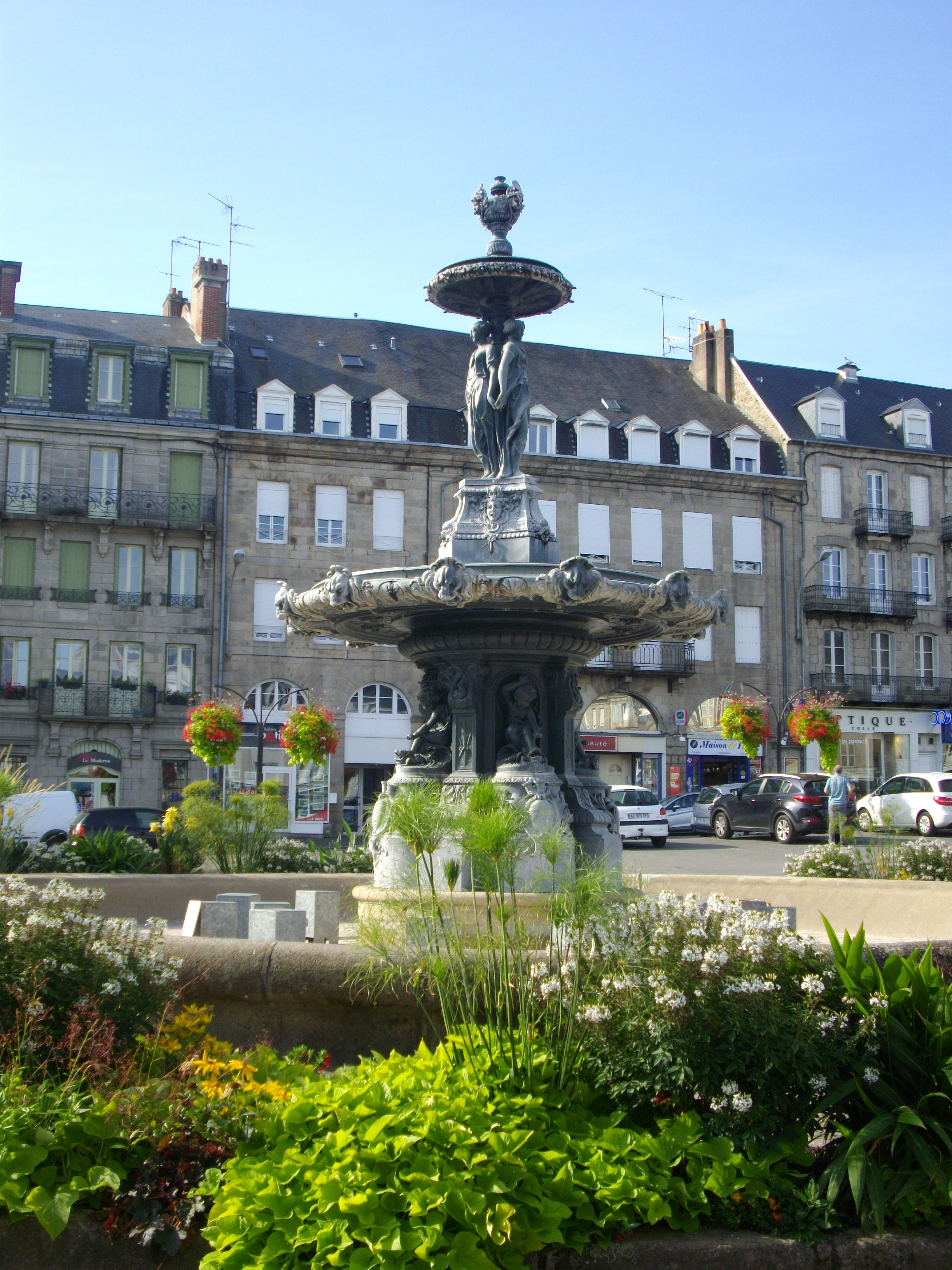
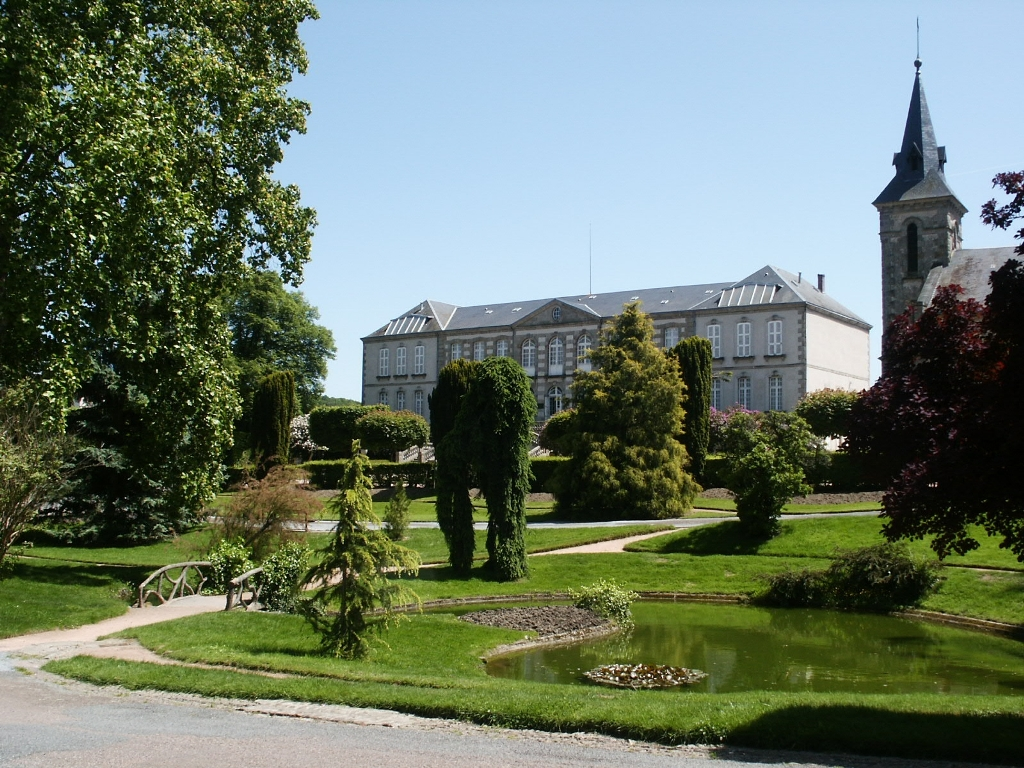